# Evarist Adam Weber
Evarist Adam Weber (* 27. November 1887 in Aachen; † 25. November 1968 in Dießen am Ammersee) war ein deutscher Maler, Grafiker, Illustrator und Kunsthandwerker. Er wird mit seinen frühen Werken den Rheinischen Expressionisten zugerechnet, wirkte im Ersten Weltkrieg als Kriegsmaler und zählt zu der Gruppe der verschollenen Generation.

## Leben
Evarist Adam Weber studierte an der Kunstakademie Düsseldorf, reiste nach Beendigung seines Studiums im Jahr 1910 nach Belgien, Frankreich und Italien und ließ sich in München beziehungsweise später in Garmisch-Partenkirchen nieder.
Im Jahre 1918 wurde er zum Mitinhaber der Kunsthandwerklichen Werkstätten Weber-Heubach. Seine Werke wurden unter anderem in der Zeitschrift „Die Sichel“ veröffentlicht. Weber orientierte sich in seinen Arbeiten an expressionistischen Ausdrucksformen und fertigte eine Reihe von Holzschnitten an. Sein Vorbild war Paul Cézanne. Weber erhielt in Salzburg die Silberne Staatsmedaille und in Wien die Goldene Medaille.
Der gebürtige Aachener wird mit seinen früheren Werken zu den Rheinischen Expressionisten gezählt und wird der Gruppe der verschollenen Generation zugerechnet. Unter der verschollene Generation werden jene Künstler bezeichnet, welche in Deutschland für eine lange Zeit in Vergessenheit geraten sind und erst ab den 1980er Jahren wiederentdeckt wurden. Jene Künstler werden seitens des Kunsthistorikers Rainer Zimmermann auch zu den Expressiven Realisten gezählt.
1937 wurden in der Nazi-Aktion „Entartete Kunst“ mit der 1. Mappe der Düsseldorfer Gesellschaft für zeitgenössische Kunst Webers Radierung Im Cabarett (Blatt 10 der Mappe; 12 × 14,7 cm, 1919) aus der Kunstsammlung der Stadt Düsseldorf beschlagnahmt. Die Mappe ging 1940 zur „Verwertung“ auf dem Kunstmarkt an den Kunsthändler Bernhard A. Böhmer. Ihr Verbleib ist unbekannt.
1953 fand im Suermondt-Ludwig-Museum in Aachen eine Sonderausstellung mit Werken von Weber statt. 2022 entstand in Zusammenarbeit mit dem von Walter Lehnert gegründeten Evarist Adam Weber Archiv die Ausstellung Evarist Adam Weber. Wiederentdeckt im Bonner August-Macke-Haus.

## Werke
Das Werk Zwei Männer auf dem Berggipfel von Evarist Adam Weber entstand in seiner Tätigkeit als Kriegsmaler im Ersten Weltkrieg. Es besteht aus einem Holzschnitt auf strukturiertem Velin, signiert und datiert aus dem Jahr 1919. Die Darstellung des Werkes ist 14,1 × 18,2 cm groß auf einer Blattgröße von 42,3 × 26,5 cm.